# سيغفريد شوبرت
سيغفريد شوبرت (بالألمانية: Siegfried Schubert)‏ هو لاعب هوكي الجليد وكاتب ومؤلف ألماني، ولد في 4 أكتوبر 1939 في زابجه في بولندا.

## وصلات خارجية
- سيغفريد شوبرت على موقع EliteProspects.com (الإنجليزية)
- سيغفريد شوبرت على موقع Eurohockey.com (الإنجليزية)
- سيغفريد شوبرت على موقع أوليمبيديا (الإنجليزية)